# Репников, Александр Александрович
Алекса́ндр Алекса́ндрович Ре́пников (декабрь 1871, Дубовка, Саратовская губерния — не ранее 1918 и не позднее 1920, Царицын) — предприниматель, купец первой гильдии, меценат, потомственный почётный гражданин Дубовки и Царицына, надворный советник, гласный царицынской городской думы и Царицынского уездного земского собрания.

## Биография
Первое свидетельство о роде Репниковых встречается в делах по неоплаченным векселям дубовских купцов начала 19 века, где упоминается «ратман  Репников». Прапрадед Репников Афанасий Максимович ( 1731 -   ?) – « сходец Володимерскаго наместничества того ж и округа деревни Мирюхина» ( РС, 1795), экономический крестьянин на 1795 г. Подает прошение в Царицынский магистрат в 1796 г на причисление к мещанскому обществу посада с сыновьями и внуками ( ГАВО, Ф 233, О 2 , Д 169).  В декабре 1797 г  был избран «для аукционных торгов и прочих товарных оценок ценовщиком» (ГАВО. Ф. 235, Оп. 2, Д. 10).
Александр Александрович Репников родился в 1867 году в посаде Дубовка Царицынского уезда Саратовской губ, в богатой купеческой семье, сын от второго брака I гильдии купца Александра Васильевича Репникова. Мать — Юлия Дмитриевна Климова, дочь саратовского купца. Был женат на Августе Константиновне Ворониной — дочери богатейшего в Царицыне купца Константина Воронина. Единственный сын — Сергей Репников — трагически погиб, в память о нём А. А. Репников построил в заполотновской части города Сергиевскую церковь.
Учился в Демидовском лицее города Ярославля. Когда Царицын из небольшого городка превратился в крупный торгово-промышленный центр, Репниковы перебрались из Дубовки в Царицын.
После смерти отца А. А. Репников совместно с братом Василием продолжил его коммерческую деятельность, торговый дом «Наследники Репникова» вёл торговлю мануфактурой, кроме того, А. А. Репникову принадлежала трёхэтажная гостиница, ресторан, крупный магазин готового платья. На 1 сентября 1914 года Репниковы владели недвижимым имуществом в Царицыне на 74 735 рублей.
С приходом советской власти имущество А. А. Репникова было национализировано, сам он занимал должность заведующего финансовым отделом только что организованного драматического театра в Доме науки и искусства. Дальнейшая судьба неизвестна. Умер от тифа между 1918 и 1920 годами, был похоронен, предположительно, в ограде Сергиевской церкви.

## Общественная деятельность

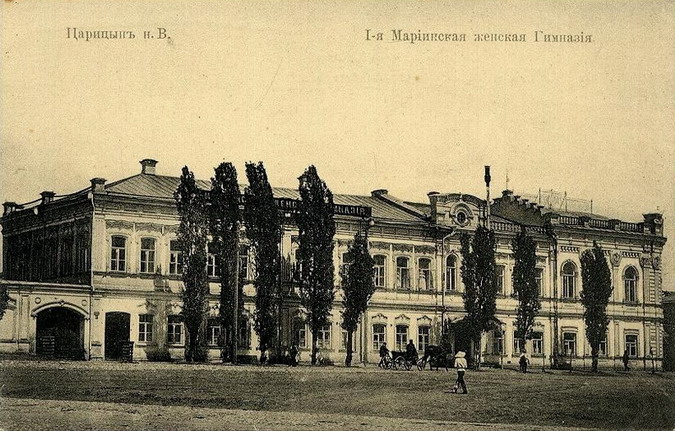
Здание Мариинской женской гимназии, пожертвованное Репниковым

Активная общественная деятельность А. А. Репникова в Царицыне началась в 90-х годах XIX века с должности губернского секретаря. К 1903 году он уже побывал на 11 постах, причём все занимаемые должности были неоплачиваемыми. Широкую известность получил как меценат, горожане называли его «профессиональным благотворителем».
В 1880 году Репников отдал свой дом для Мариинской женской гимназии (ныне здание комитета областной статистики). Став попечителем этого учебного заведения, отчислял каждый год большие суммы на её содержание. Также с 1898 по 1907 год являлся членом попечительского совета детского сиротского приюта для девочек, с 1910 по 1915 год — 2-й женской гимназии, с 1916 года — городского коммерческого училища; с 1910 по 1915 год — попечителем 6-го городского мужского начального училища; с 1911 года — он председателем родительского комитета Александровской мужской гимназии; с 1916 года — председателем Попечительского совета городской торговой школы. Назначал именную стипендию успешным выпускникам гимназий, продолжавшим обучение в высших учебных заведениях других городов России За активную попечительскую деятельность получил от Министерства народного просвещения чин 7-го класса — надворного советника.
С 1890 года А. А. Репников стал председателем местного отделения Императорского Российского музыкального общества, которое с просветительскими целями и при вложении его личных финансовых средств устраивало для горожан многочисленные концерты местных и приезжих артистов
С середины 1890 года являлся бессменным гласным городской Думы и Царицынского уездного земского собрания, состоял членом подготовительной попечительской комиссии по сооружению Александро-Невского собора и комиссии по выработке проекта устройства в Царицыне электрических сооружений. С 1900 года стал членом уездного училищного совета, а с 1909 года — председателем городской училищной комиссии, с 1912 года он председатель правления общества вспомоществования нуждающимся ученикам, а с 1901 года — член библиотечного комитета городской публичной библиотеки. Также являлся почётным мировым судьёй Царицынского уезда.

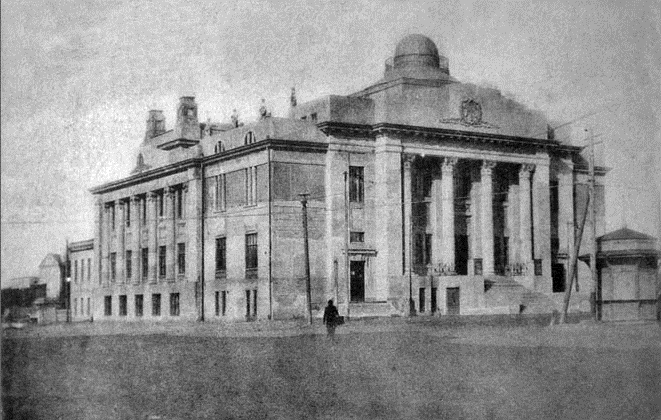
Дом науки и искусств

В 1912 году А. А. Репников с супругой инициировали строительство Дома науки и искусств, на что пожертвовали 50 000 рублей из личных средств.
В 1912 году в городе по инициативе Репникова создаётся Общество содействия внешкольному образованию. Позже на собрании общества было принято решение о создании музея местного края. Репников был в числе первых дарителей предметов для него, а после завершения строительства Дома науки и искусств выделил в нём для музея две комнаты и 200 рублей на археологические раскопки, что положило начало созданию краеведческого музея.
Несмотря на то, что А. А. Репников по рождению уже являлся потомственным почётным гражданином Дубовки, в 1915 году городская дума Царицына ходатайствовала о возведении его также в почётное гражданство Царицына.
В годы Первой мировой войны активно участвовал в работе Красного креста, был избран председателем комитета распределения раненых по лазаретам, по его предложению была организована «летучая» библиотека для раненых. С первых дней войны под его руководством большую работу по оказанию помощи семьям участников войны развернуло и общество содействия внешкольному образованию, собиравшее помощь для семей мобилизованных.